# NATO Response Force
NATO Response Force (NATO's reaktionsstyrke) eller forkortet NRF er en multinational styrke med komponenter fra alle tre værn på ca. 25.000 mand. NRF vil kunne indsættes med fem dages varsel og operere selvstændigt i op til 30 dage uden tilførsel af forsyninger. De enkelte dele skifter hvert halve år, og det enkelte lands bidrag varierer også fra hold til hold.
Styrken blev besluttet etableret i november 2002. Den 30. november 2006 på NATO's topmøde i Riga blev styrken erklæret operativ.